# ミツバチのささやき
『ミツバチのささやき』（西: El espíritu de la colmena、英: The Spirit of the Beehive）は、1973年のスペイン映画。監督はビクトル・エリセ、主演はアナ・トレント。
フランシスコ・フランコによる独裁政治が終了する数年前に製作されたこの映画は、その独裁が始まるスペイン内戦の終結直後の1940年を舞台とし、内戦後の国政に対する微妙な批判を匂わせている。
内戦により分断された夫婦と若き後妻それぞれの抱える苦しみ、子どもたちはそんな状況下でも純真さを保ちつつ成長して行く。
1931年のアメリカのホラー映画『フランケンシュタイン』の物語をベースに、主人公である少女アナと、逃亡者との一時の交流とその突然の断絶を幻想的に描き出す。

## ストーリー
1940年頃のスペイン。カスティーリャ地方の小さな村にトラックがやって来て、公民館の前でフィルムをおろす。その夜、村人が集まって映画会が始まる。「フランケンシュタイン」を見る村人たちの中にイサベルとアナ（アナ・トレント）の姉妹もいた。
すっかり映画に魅入られたふたりが石造りの立派な家に帰ってくる。寝室でアナが、なぜ怪物は女の子を殺したのか、なぜ怪物自身も殺されたのかと問うと、イサベルは何もかも知っているという口調で、本当は怪物も女の子も死んでいない、あの怪物は精霊であり、目を閉じて「私はアナ」と呼べばお前の前に現れるのだ、と答える。
高齢の父は養蜂の仕事をしているが、部屋の中でも蜜蜂を飼ってその様子を観察しつつ、深夜まで思索にふけってはその内容を書きつけている。母は毎週のように誰かに手紙を書き、駅にその手紙を出しに行く。二人の仲は冷え切っているようで、会話もあまりない。
イサベルとアナは仲がいいが、イサベルは素直なアナを怖がらせたりびっくりさせたりして面白がっている。
ある夜、村の郊外で脱走兵らしき男が列車から飛び降りると、荒野の中の小屋に逃げ込む。翌日、アナがひとりで小屋にやってきて男と出会う。アナは家に帰ると、父のオーバーと食料を持ち出し、小屋に戻って男に渡す。男がオーバーのポケットを探ると懐中時計が入っている。
その夜、銃声が響いて男は射殺される。父は警察に呼ばれ、射殺された男が自分のオーバーを着ていたのを知って驚く。
翌朝の食卓で父は懐中時計を取り出し、それを見て驚いたアナの表情から彼女が事件に関係していることを知る。アナは小屋に向かうが、そこには血痕が残っているばかりで男の姿はない。後をつけてきた父に気づいたアナは走って逃げだし、行方がわからなくなってしまう。
夜の森をさまよっていたアナが池のほとりに座っていると、フランケンシュタインの怪物が近づいてきてアナの前に座り、彼女に手を伸ばす。アナは目をつむり、そして気を失う。
翌朝、アナは無事発見され、家に帰るが、口をきかず、眠らず、食事もしない。医者は母に、アナはショック状態だがやがてもとに戻ると告げる。
その夜更け、アナはベッドから起き上がると寝室の窓を開け、イサベルに教えられたことを思い出しながら目を閉じるのだった。

## キャスト
- フェルナンド（父） - フェルナンド・フェルナン・ゴメス
- テレサ（母） - テレサ・ヒンペラ（スペイン語版）
- アナ - アナ・トレント
- イサベル（姉） - イサベル・テリェリア
- ミラグロス（使用人） - ケティ・デ・ラ・カマラ
- 治安警察官 - エスタニス・ゴンサレス
- フランケンシュタインの怪物 - ホセ・ビリャサンテ
- 逃亡者 - ジュアン・マルガロ
- ドナ・ルシア（教師） - ラリー・ソルデビラ
- 医者 - ミゲル・ピカソ

## 歴史的背景
フランコ総統は激しいスペイン内戦の末、総選挙で選ばれた左派人民戦線政府を覆して1939年に実権を握った。内戦により様々な対立から国民は分裂し、戦後も人々は報復の恐怖から沈黙する日々が続いた。この映画が製作された1973年には、独裁政権の厳しさも当初ほどではなくなっていたが、未だ公に政権を批判することなどはできなかった。
政府批判の検閲を逃れる方法をスペインの芸術家達は心得ていた。最も有名なのは1962年『ビリディアナ』を監督したルイス・ブニュエルである。彼らは作品に象徴化を多用し、メッセージを表面に出さないことで検閲局の審査を通していた。

## 象徴化
主人公アナの家庭が感情的に分裂している様子は、スペイン内戦によるスペインの分裂を象徴していると言われている

。
また、廃墟の周りの荒涼とした風景はフランコ政権成立当初のスペインの孤立感を示しているとも言われる。
作中何度かフェルナンドは知性の感じられないミツバチの生態に対する嫌悪をあらわにしている。これはフランコ政権下での、統率がとれているが想像力が欠如した社会を隠喩している可能性がある。
また蜂の巣のテーマはアナの家の窓ガラスの6角形模様や蜂蜜色の明かりに現れている。
アナは1940年当時のスペイン共和国の純粋な若い世代を象徴し、姉イザベルのうそは金と権力に取り憑かれた国粋主義者を示しているとも言われる。
ラスト近くでテレサの気持ちが和らぎ、家族の将来が好転する印象を与えているが、これはスペインの将来に対する希望とも解釈できる。

## 製作
映画のロケはスペイン、カスティーリャ・イ・レオン州セゴビア県オユエロスの村で行われた。
4人の主な登場人物の名は役者の実名と同じである。これは、主人公のアナは撮影当時5歳であったため、役名と実名で混乱するのを避けるためであった。
題名(西: El espíritu de la colmena、直訳すると「蜂の巣の精霊」)について、ビクトル・エリセは「タイトルは私が考えたものではなく、偉大な詩人であり劇作家のモーリス・メーテルリンクにより書かれた、蜂の生活について書かれた最も美しい本と思われる作品から引用した。その作品中、蜂たちが従っているかのように見える、強力で不可思議かつ奇妙な力、そして人間には決して理解できない力を、メーテルリンクは「蜂の巣の精霊」という言葉で表現している。」と述べている
。
撮影監督のルイス・カドラード（es:Luis Cuadrado）はこの映画の撮影中に視力を失った。
もともとは成人したアナが過去を回想するという設定だったが、上映時間を短縮する必要から製作開始間近になって設定が変更された。

## 作品の評価
高橋源一郎は「どうして外国の子供はあんなに可愛いのだろう。あれでは『天使』という概念がうまれるのも無理はない。もちろん、ぼくは国産の子供たちを差別しているわけではない。ぼくはどちらかといえば国産愛好者で、外国の女優さんは好みではない。だが子供は違う。もちろん外国の子供たち全てが、映画に出てくるように可愛いわけではないだろうが、可愛い子供はもう絶望的に可愛い。『ミツバチのささやき』のパンフレットで淀川長治さんも挙げていた『汚れなき悪戯』のパブリート・カルボ、『鉄道員』のエドアルド・ネヴォラも可愛かったし、『ペーパー・ムーン』のテータム・オニールも『小さな恋のメロディ』のトレイシー・ハイドも可愛かった。『罠にかかったパパとママ』のヘイリー・ミルズなんてもしかしたら日本にぼくしかファンは残ってないかもしれない（中略）子供が出演した最高傑作はぼくの場合『ダウンタウン物語』に尽きる。登場人物が全員子供なんだから当たり前か。日本映画ではなかなか名前が浮かんでこない…」などと論じている。

## 受賞
- シカゴ国際映画祭 シルバー・ヒューゴ(1973年)
- サン・セバスティアン国際映画祭 コンチャ・デ・オロ - ビクトル・エリセ(1973年)
- スペイン映画記者協会賞 最優秀作品賞／最優秀男優賞 - フェルナンド・フェルナン・ゴメス／最優秀監督賞 - ビクトル・エリセ(1974年)
- Fotogramas de Plata, Madrid, Spain: 最優秀スペイン映画俳優 - アナ・トレント(1974年)
- ラテン・エンターテイメント批評家協会賞 映画部門: 最優秀女優賞 - アナ・トレント／最優秀監督賞 - ビクトル・エリセ(1977年)

## エピソード
映画監督のガブリエラ・アマラウ・アウメイダはこの作品に影響をうけて『翳りゆく父』を作った。